# 1,2-Dihidronaftalin
Az 1,2-dihidronaftalin a szénhidrogének közé tartozó szerves vegyület, képlete C10H10. A naftalinhoz hasonlít, de attól eltérően az egyik gyűrűje részlegesen telített. Instabil, viszonylag könnyen ad le hidrogént, naftalinná alakul.

## Előállítás
Az 1,2-dihidronaftalin 1,2-dibróm-1,2,3,4-tetrahidronaftalin magnéziumos reakciójából állítható elő dietil-éterben.
A vegyület az instabil izomer 1,4-dihidronaftalinból is előállítható, mivel ez nátrium-etoxid etanolos oldatában 1,2-dihidronaftalinná izomerizál.
Ezenkívül ismertek további szintézismódszerek.

## Tulajdonságai
Az 1,2-dihidronaftalin színtelen-sárga folyadék. Nitrogénes környezetben 300 °C felett bomlik. Ultraibolya fény hatására is bomlik.

## Használata
Az 1,2-dihidronaftalint más vegyületek előállításában használják köztitermékként.

## Fordítás
- Ez a szócikk részben vagy egészben  a   Dialin című angol Wikipédia-szócikk ezen változatának fordításán alapul.  Az eredeti cikk szerkesztőit annak laptörténete sorolja fel. Ez a jelzés csupán a megfogalmazás eredetét és a szerzői jogokat jelzi, nem szolgál a cikkben szereplő információk forrásmegjelöléseként.
- Ez a szócikk részben vagy egészben  a(z)   1,2-Dihydronaphthalin című német Wikipédia-szócikk ezen változatának fordításán alapul.  Az eredeti cikk szerkesztőit annak laptörténete sorolja fel. Ez a jelzés csupán a megfogalmazás eredetét és a szerzői jogokat jelzi, nem szolgál a cikkben szereplő információk forrásmegjelöléseként.